# Ragibe
Ragibe foi um oficial eunuco abássida do século IX, ativo durante o reinado do califa Almutadide (r. 892–902). Conduziu uma revolta pró-abássida em Tarso e fez duas dexpedições militares contra o Império Bizantino, conseguindo capturar territórios e prisioneiros.

## Vida
Ragibe era um escravo libertado (maula) pelo regente Almuafaque (r. 870–891). Ele aparece pela primeira vez em 892, quando seu pagem Macnune teve um conflito com Maomé ibne Muça ibne Tulune, o emir de Tarso em nome do emir tulúnida Cumarauai (r. 884–896) do Egito. Segundo Tabari, na ocasião, Ragibe estava em Alepo e atendeu Tugueje ibne Jufe, que informou-lhe que Cumarauai queria vê-lo. Ragibe enviou cinco pagens com uma carta ao emir, enquanto enviou para Tarso Macnune com todas as suas forças, fundos e armas disponíveis. Tugueje então escreveu uma carta para Maomé ibne Muça informando que os bens de Ragibe estavam em posse de Macnune e que Ragibe estava a caminho da cidade, bem como que quando o pagem chegasse na cidade deveria ser capturado e os bens consigo deveriam ser confiscados. Ao fazê-lo, entretanto, Maomé ibne Muça atraiu a fúria da população local, que libertou o pagem e exigiu do emir que ele fosse substituído.
Em 897, Ragibe liderou uma revolta pró-abássida em Tarso, causando a queda de Damião e seu braço direito, Iúçufe Albaguemardi. No mesmo ano, fez uma campanha contra o Império Bizantino e conquistou com ibne Calube o assentamento de Curra (Corone), na Capadócia. Em 898/899, velejou contra os bizantinos, capturando inúmeros navios inimigos e decapitando 3 000 tripulantes prisioneiros do Tema Cibirreota. Após queimar os navios, conquistou várias fortalezas e finalmente retornou ao território árabe. Segundo Tabari, a notícia da expedição bem-sucedida chegou aos ouvidos do califa Almutadide no xabã daquele ano.